# Dy (Bodentyp)
Dy [dü] ist ein Braunschlammboden, der aus pflanzlichem Detritus mit Algenresten besteht. Er ist nährstoffarm und bildet sich auf saurem Ausgangsgestein. Dy weist einen starken Sauerstoff-Schwund auf und enthält viele ausgeflockte und gelöste Humusstoffe. Er gehört zu den Bodentypen Klasse J (Subhydrische Böden). Die Bodenform gehört zu den so genannten Mudden. In der internationalen Bodenklassifikation World Reference Base for Soil Resources (WRB) gehört dieser Boden zu den Gleysolen mit Subaquatic Qualifier.
In Gewässern ist Dy als lockerer brauner bis schwarzer Schlamm die typische Sedimentform nährstoffarmer und huminsäurereicher Stillgewässer, so genannter dystropher Seen.
Der Begriff geht auf eine schwedische Bezeichnung zurück und wurde von Hampus von Post 1862 in die wissenschaftliche Literatur eingeführt.

## Belege
1. ↑  Jürgen Schwoerbel: Einführung in die Limnologie. Gustav Fischer Verlag, Stuttgart, Jena 1993.
2. ↑  Hampus von Post (1862): Studier öfver Nutidens koprogena Jordbildningar. Kgl. Svenska Vetensk. Akad. Handl. 4 Bd. No. l.